# 里弗福雷斯特 (印地安納州)
里弗福雷斯特（英語：River Forest）是一個位於美國印地安納州麥迪遜縣的城鎮。

## 人口
根據2010年美國人口普查的數據，里弗福雷斯特的面積為0.04平方千米，當中陸地面積為0.04平方千米，而水域面積為0.00平方千米。當地共有人口22人，而人口密度為每平方千米550人。